# Мартьяновская (Усть-Кубинский район)
Мартьяновская — деревня в Усть-Кубинском районе Вологодской области.
Входит в состав Троицкого сельского поселения, с точки зрения административно-территориального деления — в Троицкий сельсовет.
Расстояние по автодороге до районного центра Устья — 46,5 км, до центра муниципального образования Бережного — 4,5 км. Ближайшие населённые пункты — Еловцево, Овригино, Федоровская.
По данным переписи в 2002 году постоянного населения не было.

## Известные жители
- Колесов, Василий Иванович (1904—1992) — хирург; доктор медицинских наук, профессор, полковник медицинской службы, заслуженный деятель науки РСФСР (1964), лауреат Государственной премии СССР. Один из пионеров мировой кардиохирургии.